# Mongólia a 2010. évi téli olimpiai játékokon

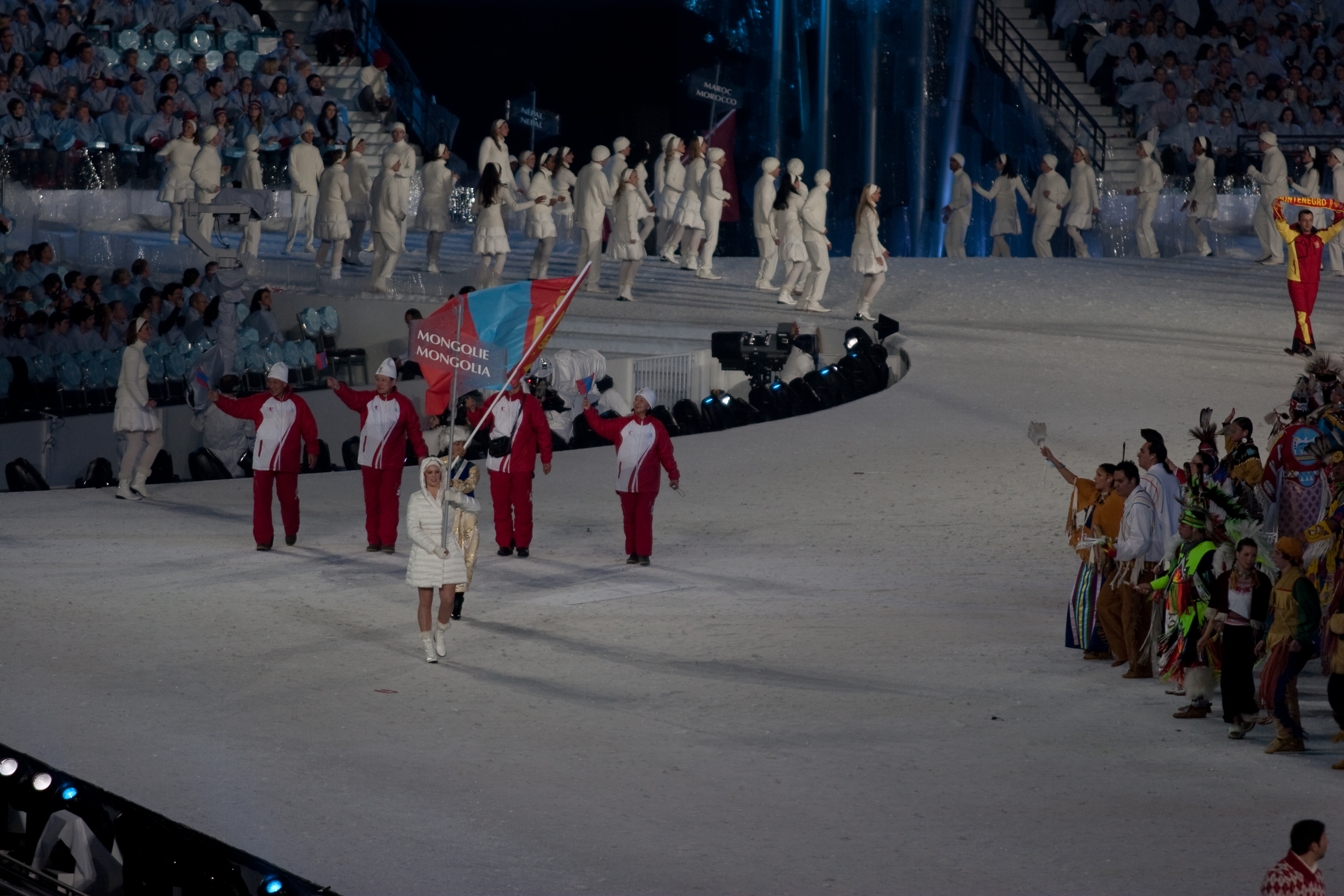
Mongólia olimpiai küldöttsége a megnyitón

Mongólia a kanadai Vancouverben megrendezett 2010. évi téli olimpiai játékok egyik részt vevő nemzete volt. Az országot az olimpián 1 sportágban 2 sportoló képviselte, akik érmet nem szereztek.

## Sífutás
Férfi
| Versenyző                   | Versenyszám | Eredmény | Helyezés |
| --------------------------- | ----------- | -------- | -------- |
| Khürelbaataryn Khash-Erdene | 15 km       | 42:27,4  | 87.      |

Női
| Versenyző                 | Versenyszám | Eredmény | Helyezés |
| ------------------------- | ----------- | -------- | -------- |
| Erdene-Ochiryn Ochirsüren | 10 km       | 32:56,1  | 73.      |